# David DiFrancesco
David DiFrancesco (Nutley, 1949) è un informatico e fotografo statunitense, specializzato in grafica computerizzata.
Fu una figura chiave in almeno tre aziende che furono pioniere nei campi della grafica computerizzata e degli effetti speciali digitali, assieme a Edwin Catmull e Alvy Ray Smith: il Computer Graphics Lab del New York Institute of Technology, la divisione Computer della Lucasfilm e la Pixar, finanziata da Steve Jobs.

## Filmografia
- Piramide di paura (Young Sherlock Holmes), regia di Barry Levinson (1985) Paramount
- Ritorno al futuro - Parte II (Back to the Future Part II), regia di Robert Zemeckis (1989) Amblin/Universal
- Caccia a Ottobre Rosso (The Hunt for Red October), regia di John McTiernan (1990) Paramount
- Ritorno al futuro - Parte III (Back to the Future Part III), regia di Robert Zemeckis (1990) Amblin/Universal
- Ghost - Fantasma (Ghost), regia di Jerry Zucker (1990) Paramount
- Toy Story - Il mondo dei giocattoli (Toy Story), regia di John Lasseter (1995) Disney/Pixar
- A Bug’s Life - Megaminimondo (A Bug's Life), regia di John Lasseter (1998) Disney/Pixar
- Toy Story 2 - Woody & Buzz alla riscossa (Toy Story 2), regia di John Lasseter (1999) Disney/Pixar
- Monsters & Co. (Monsters, Inc.), regia di Pete Docter (2001) Disney/Pixar
- Alla ricerca di Nemo (Finding Nemo), regia di Andrew Stanton (2003) Disney/Pixar
- Gli Incredibili - Una "normale" famiglia di supereroi (The Incredibles), regia di Brad Bird (2004) Disney/Pixar
- Cars - Motori ruggenti (Cars), regia di John Lasseter (2006) Disney/Pixar
- Ratatouille, regia di Brad Bird (2007) Disney/Pixar
- WALL-E, regia di Andrew Stanton (2008) Disney/Pixar
- Up, regia di Pete Docter(2009) Disney/Pixar
- Ribelle - The Brave (Brave), regia di Mark Andrews e Brenda Chapman (2012) Disney/Pixar